# Is There Anybody Out There? The Wall Live 1980-1981
Is There Anybody Out There? –en español: «¿Alguien está ahí afuera? "The Wall" En vivo 1980-1981»– es un álbum de Pink Floyd publicado en el año 2000. El disco recoge actuaciones en directo del disco The Wall, grabadas por el productor James Guthrie, durante la gira de los años 1980 y 1981. La mayoría de las grabaciones fueron tomadas en el Earls Court de Londres.
Las actuaciones incluían la construcción de un muro sobre el escenario durante la primera parte del concierto. Una vez terminada la construcción del mismo, los miembros de la banda aparecían a través de pequeñas aberturas en el muro, delante o sobre el mismo.
La portada del álbum está formada por cuatro máscaras con los rostros de los componentes de Pink Floyd, que a su vez eran utilizadas por una banda alternativa que abría el concierto con la canción «In the Flesh?» y de nuevo hacía su aparición en la canción «In the Flesh».

## Trasfondo
Is There Anybody Out There? contiene versiones en directo de todas las canciones incluidas en el álbum original además de dos canciones adicionales: «What Shall We Do Now?» y «The Last Few Bricks». «What Shall We Do Now?» fue pensada para incluirse en el álbum original, sin embargo fue eliminada justo antes de su publicación. «The Last Few Bricks», por el contrario, fue concebida como un puente instrumental entre «Another Brick in the Wall (Part III)» y «Goodbye Cruel World» y contenía partes de «The Happiest Days of Our Lives», «Don't Leave Me Now», «Young Lust», y «Empty Spaces»/«What Shall We Do Now?», y fue introducida como colchón para permitir a los operarios que colocaban el muro sincronizar la colocación del último ladrillo con la última frase de «Goodbye Cruel World», escondiendo a Roger Waters. El título de la canción fue sugerido por Waters durante la mezcla del disco, habiendo sido llamada en ediciones anteriores de fanes, «Almost Gone». Hay dos canciones más, correspondientes a las intervenciones del maestro de ceremonias, ambas tituladas «MC:Atmos», la primera abre el disco, y la segunda se coloca justo antes de «In the Flesh». El maestro de ceremonias de la grabación es Gary Yudman, que lo fue en los conciertos en el Earls Court en 1980 y 1981, así como en el Nassau Coliseum.
La realización de este doble álbum tuvo críticas dispares. Algunos medios criticaron la estructura demasiado rígida para un álbum en directo, que suponía la conversión de éste en una versión de menor calidad de la grabación de estudio original. Sin embargo, otras fuentes lo consideran una presentación excelente de las actuaciones en directo, y una grabación y producción también excelentes.
Las canciones del disco son diferentes a su versión de estudio. «In the Flesh?» e «In the Flesh» tienen una introducción extendida. «The Thin Ice» y «Run Like Hell» tienen a su vez una introducción y un final más largo. «Another Brick in the Wall (Part II)» tiene dos solos extendidos, y un final más largo, con un solo de teclados. «Mother» aumentó su introducción e incluye un solo de guitarra más largo. «Young Lust» extendió su introducción e incluye un solo de teclados tras el solo de guitarra de David Gilmour. «Hey You» extiende la duración de su solo de guitarra, así como «Comfortably Numb». «The Show Must Go On» incluyó un verso extra que fue eliminado de la versión original de estudio y «Outside the Wall» aumentó también su duración.
En julio de 2005, Is There Anybody Out There? fue reeditado en los Estados Unidos y Canadá debido a la pérdida de los másteres de la grabación por parte de Columbia Records. James Guthrie y Joel Plante proporcionaron nuevos másteres, y por ello, Doug Sax desapareció de los créditos en favor de Guthrie & Plante. El libreto incluye una mención al extracto de la canción «We'll Meet Again» de Vera Lynn utilizado al comienzo de «MC:Atmos», dichos fragmentos han sido utilizados posteriormente en la gira de Roger Waters "The Dark Side of The Moon Live" en la introducción de las actuaciones.
El álbum llegó al número 19 en el Billboard 200 y obtuvo el disco de platino de la RIAA (1 millón de copias) en Estados Unidos en mayo del año 2000. Además fue el primer álbum de Pink Floyd que no fue publicado en formato LP, aunque meses después salió a la venta una edición limitada en vinilo que incluía unas pocas canciones del mismo.
En 2012, en medio de la campaña Why Pink Floyd...?, fue remasterizado en el box set Immersion de The Wall.

### Exactitud de la grabación
- Durante las actuaciones de la gira, Roger Waters hacía algunos comentarios sobre los cerdos inflables y sobre propio público antes de «Run Like Hell». Los comentarios que se escuchan en el disco son realmente mezcla de dos actuaciones diferentes, las del 15 y el 17 de junio de 1981 en el Earl's Court de Londres.
- En algunas actuaciones en las secciones del maestro de ceremonias («MC:Atmos») antes del inicio de «In the Flesh» se anunciaba que el público que se pusiera en pie podría ser disparado, referenciando a la parte de la historia cuando Pink alucina pensando ser un dictador fascista.
- En las actuaciones los teclados sonaban con mucho más volumen que en la mezcla, de manera que había un claro balance entre los teclados y las guitarras, sin embargo en la mezcla del disco, los teclados suenan a un menor volumen.

## Lista de canciones
Roger Waters escribió todas las canciones (en sus versiones originales), excepto en los casos mencionados,

### Disco uno
1. «MC:Atmos» (llamada «Master of Ceremonies» en la edición norteamericana en CD del 2000) - 1:13,
2. «In The Flesh?» - 3:00,
3. «The Thin Ice» - 2:49,
4. «Another Brick in the Wall (Part I)» – 4:13,
5. «The Happiest Days of Our Lives» – 1:40,
6. «Another Brick in the Wall (Part II)» – 6:19,
7. «Mother» – 7:54,
8. «Goodbye Blue Sky» – 3:15,
9. «Empty Spaces» – 2:14,
10. «What Shall We Do Now?» – 1:40,
11. «Young Lust» (Waters/Gilmour) – 5:17,
12. «One of My Turns» – 3:41,
13. «Don't Leave Me Now» – 4:08,
14. «Another Brick in the Wall (Part III)» – 1:15,
15. «The Last Few Bricks» (Waters/Gilmour) – 3:26,
16. «Goodbye Cruel World» – 1:41.

### Disco dos
1. «Hey You» – 4:55,
2. «Is There Anybody Out There?» – 3:09,
3. «Nobody Home» – 3:15,
4. «Vera» – 1:27,
5. «Bring the Boys Back Home» – 1:20,
6. «Comfortably Numb» (Gilmour/Waters) – 7:26,
7. «The Show Must Go On» – 2:35,
8. «MC:Atmos» (llamada «Master of Ceremonies» en la edición norteamericana en CD del 2000) – 0:37,
9. «In The Flesh» – 4:23,
10. «Run Like Hell» (Gilmour/Waters) – 7:05,
11. «Waiting for the Worms» – 4:14,
12. «Stop» – 0:30,
13. «The Trial» (Waters/Ezrin) – 6:01,
14. «Outside the Wall» – 4:27.

## Créditos
Pink Floyd:
- David Gilmour: guitarras, voces, mandolina en «Outside the Wall».
- Roger Waters: bajo, voces, clarinete en «Outside the Wall».
- Nick Mason: batería, percusión, guitarra acústica en «Outside the Wall».
- Richard Wright: teclados, acordeón en «Outside the Wall», voces.

con:
- Snowy White: guitarras (en las actuaciones de 1980).
- Willie Wilson: batería, percusión.
- Andy Bown: bajo, guitarra acústica en «Outside the Wall».
- Peter Wood: teclados, guitarra acústica en «Outside the Wall».
- Gary Yudman: maestro de ceremonias.
- Andy Roberts: guitarra (en las actuaciones de 1981).
- Stan Farber: coros.
- Joe Chemay: coros.
- Jim Haas: coros.
- John Joyce: coros.